# برد مدوکس
برد مدوکس (انگلیسی: Brad Maddox؛ زادهٔ ۴ مهٔ ۱۹۸۴) کشتی‌گیر کشتی حرفه‌ای اهل ایالات متحده آمریکا است.